# 旁遮普邦
旁遮普邦，也譯彭加邦（羅馬化：Punjab），是位于印度北部的一個邦，西與巴基斯坦旁遮普省接壤，為锡克教的发源地（信徒佔人口65%），因1947年印巴分治而產生。
该邦名称“Punjab”由波斯语中的“Panj”（即“‎”，本意为「五」）和“Aab”（即“‎”，本意为「水」）这两个词组成，指的是印度河五條支流——比亞斯河、拉維河、薩特萊傑河、奇納布河及杰赫勒姆河，歷史上也稱為「五河流域」。
旁遮普邦的首府昌迪加尔是中央政府直接管轄的聯邦屬地，不屬於旁遮普邦。

## 歷史
大旁遮普地區於十九世紀初原屬於錫克帝國，1849年，該地區被英國東印度公司公司併吞。
1947年印巴分治後，由於宗教的差異，原旁遮普邦被一分為二，東部屬印度，西部歸巴基斯坦。其時印度旁遮普邦內西北部以說旁遮普語的居民為主，而東南部則以說印地語的居民為主，因此於1966年，印度旁遮普邦再度分裂，印度政府將主要說印地語的旁遮普邦東部劃出成為新的哈里亞納邦。

## 经济
旁遮普是傳統上的農業邦，小麥為最主要作物。年均降雨量：462.8毫米，属半干燥季风气候类型，虽为印度最干旱地区之一，但有发源于喜马拉雅山的河水灌溉，旁遮普邦年产小麦1550万吨、水稻1580万吨。工業以紡織及麵粉加工為主。公路、鐵路、水路運輸發達，為1960年代綠色革命時，「奇蹟麥」的主要種植地。

## 人口
旁遮普邦的語言 (2011)
旁遮普邦的宗教（2011年）
在2011年，37.48%該邦的人口居住於城市地區，旁遮普語為該邦的官方語言，該邦的識字率為75.84%，男性識字率為80.44%，女性識字率為70.73%。性別比為1000名男性比895名女性，低於印度平均。

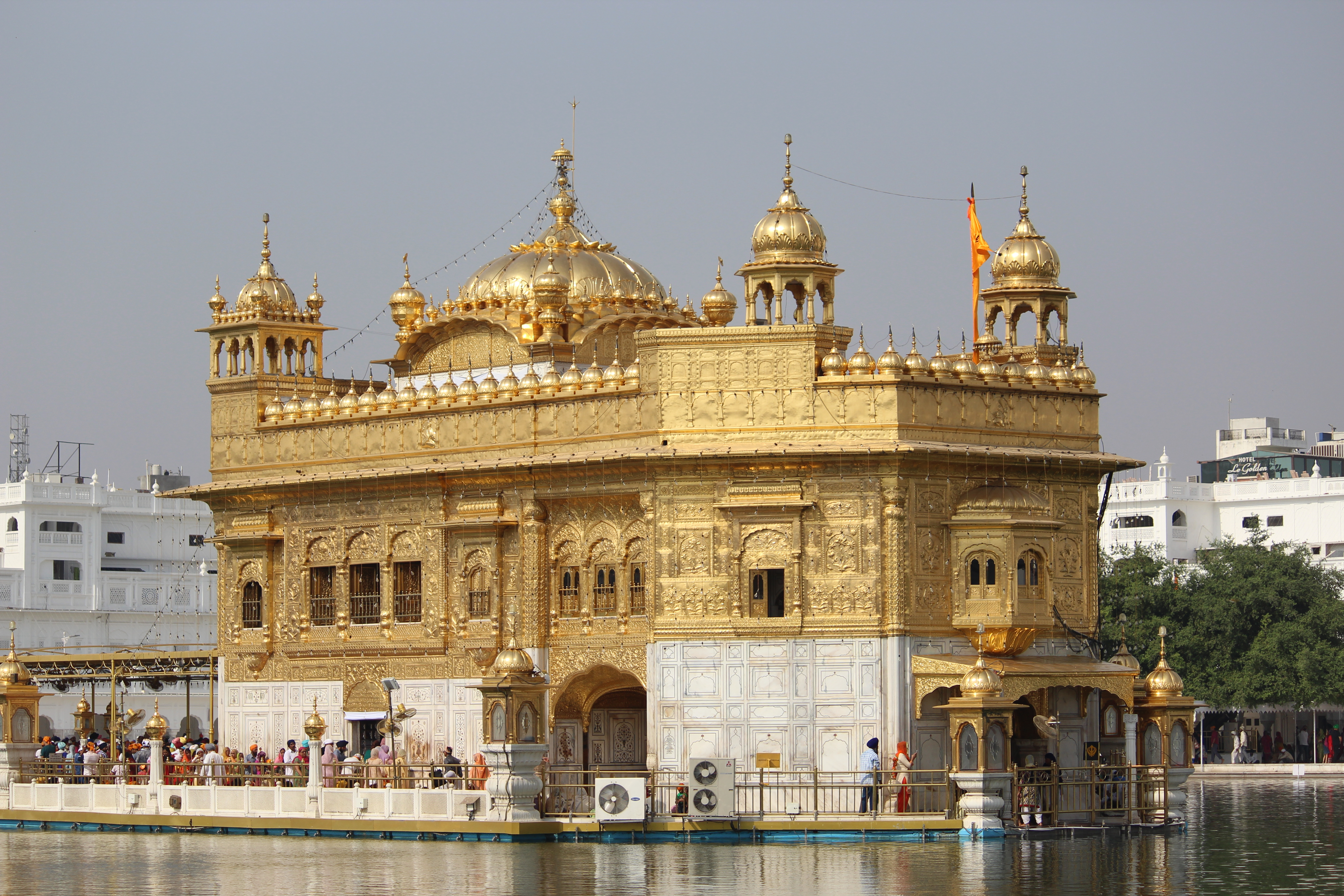
哈尔曼迪尔·萨希卜
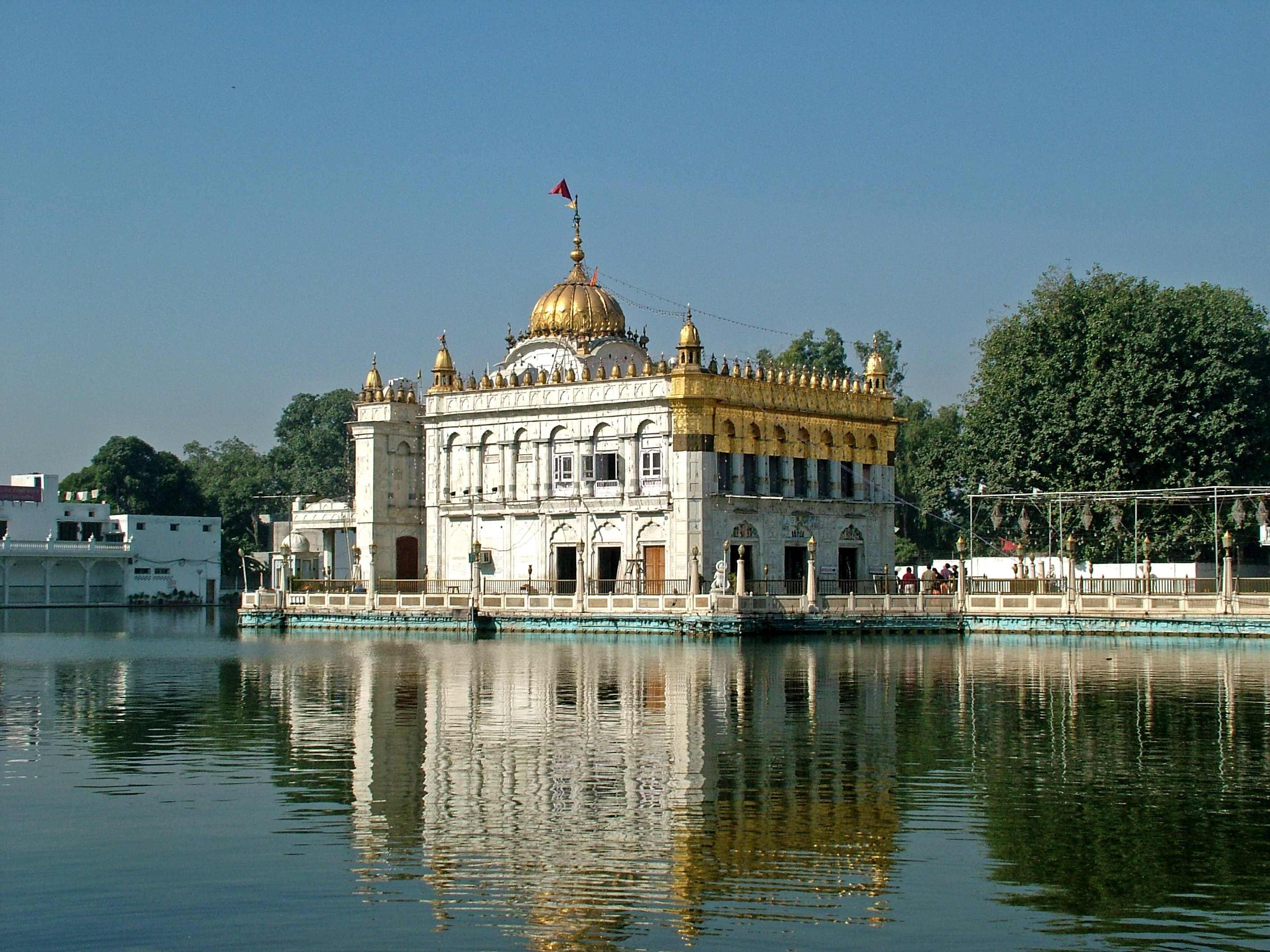
Durgiana Temple

## 轄縣

旁遮普邦地圖

旁遮普邦現時分為22個縣。